# Macrobiotus crassidens
Macrobiotus crassidens är en djurart som tillhör fylumet trögkrypare, och som beskrevs av Murray 1907. Macrobiotus crassidens ingår i släktet Macrobiotus och familjen Macrobiotidae. Inga underarter finns listade i Catalogue of Life.